# 越葡拉詞典

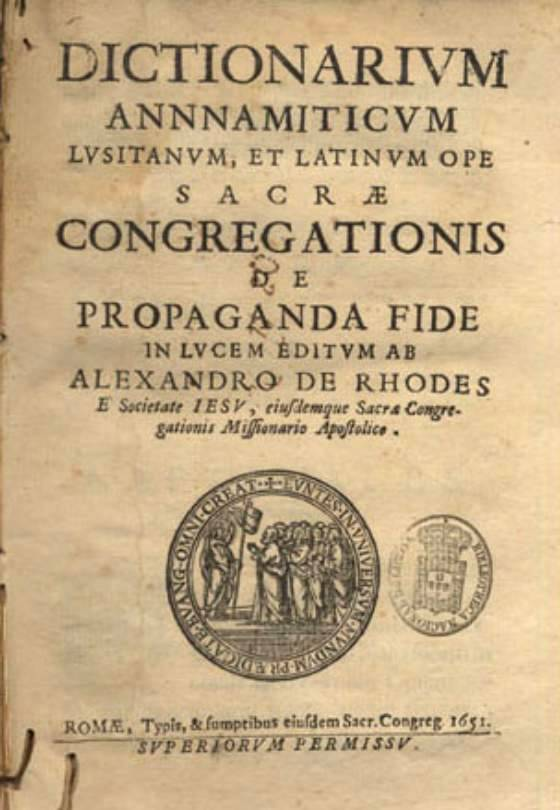
詞典封面

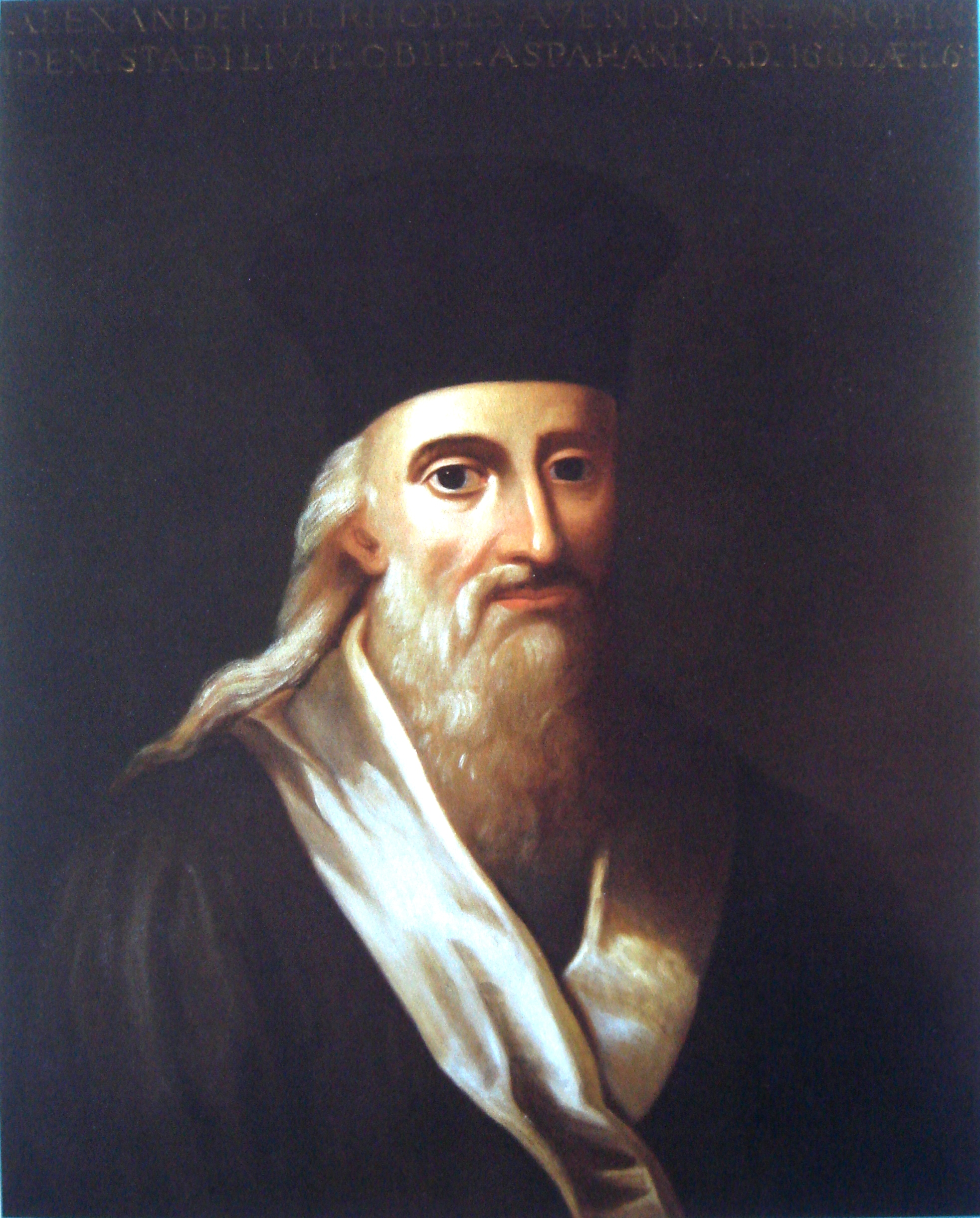
詞典的作者亞歷山德羅

越葡拉詞典（拉丁語：Dictionarium Annamiticum Lusitanum et Latinum）是一部由法國的耶穌會傳教士亞歷山德羅於其在越南12年後編寫的越南語、葡萄牙語和拉丁語三語詞典，由羅馬教廷傳信部出版於1651年。這部詞典包含對越南語語法和當代語音的描述、並記有8000多越南語詞條，中附有葡萄牙語和拉丁語的解釋。
17世紀，西方傳教士爲滿足傳教需要，發明了用拉丁字母記錄越南語的方式，這部詞典即爲其集大成者：整理了拉丁化越南文，標誌了國語字的誕生，其經過後來者的改善，最終成爲現代越南語主要的書寫方式。

## 外部連結
- 葡萄牙國家圖書館掃描版 Portuguese Web Archive的存檔，存档日期2007-07-14